# Tirreno-Adriatico
Tirreno-Adriatico er et årligt UCI ProTour-løb på otte etaper som er blevet arrangeret i Italien siden 1966. Løbet går fra kysten af det Tyrrhenske hav til kysten af Adriaterhavet. Løbet bliver set som en vigtig forberedelse til klassikeren Milano-Sanremo som starter nogle dage efter at Tirreno-Adriatico afsluttes.
Belgieren Roger De Vlaeminck vandt løbet seks år i træk, fra 1972 til 1977.

## Vinderne
| År   | Vinder               | Toer                   | Treer                    |
| ---- | -------------------- | ---------------------- | ------------------------ |
| 1966 | Dino Zandegù         | Vito Taccone           | Rolf Maurer              |
| 1967 | Franco Bitossi       | Carmine Preziosi       | Vito Taccone             |
| 1968 | Claudio Michelotto   | Italo Zilioli          | Rudi Altig               |
| 1969 | Carlo Chiappano      | Albert Van Vlierberghe | Giuseppe Fezzardi        |
| 1970 | Antoine Houbrechts   | Italo Zilioli          | Felice Gimondi           |
| 1971 | Italo Zilioli        | Georges Pintens        | Marcello Bergamo         |
| 1972 | Roger De Vlaeminck   | Josef Fuchs            | Tomas Pettersson         |
| 1973 | Roger De Vlaeminck   | Frans Verbeeck         | Gösta Pettersson         |
| 1974 | Roger De Vlaeminck   | Knut Knudsen           | Simone Fraccaro          |
| 1975 | Roger De Vlaeminck   | Knut Knudsen           | Wladimiro Panizza        |
| 1976 | Roger De Vlaeminck   | Eddy Merckx            | Gianbattista Baronchelli |
| 1977 | Roger De Vlaeminck   | Francesco Moser        | Giuseppe Saronni         |
| 1978 | Giuseppe Saronni     | Knut Knudsen           | Francesco Moser          |
| 1979 | Knut Knudsen         | Giuseppe Saronni       | Giovanni Battaglin       |
| 1980 | Francesco Moser      | Alfons De Wolf         | Dante Morandi            |
| 1981 | Francesco Moser      | Raniero Gradi          | Marino Amadori           |
| 1982 | Giuseppe Saronni     | Gerrie Knetemann       | Greg LeMond              |
| 1983 | Roberto Visentini    | Gerrie Knetemann       | Francesco Moser          |
| 1984 | Tommy Prim           | Erich Maechler         | Roberto Visentini        |
| 1985 | Joop Zoetemelk       | Acácio da Silva        | Stefan Mutter            |
| 1986 | Luciano Rabottini    | Francesco Moser        | Giuseppe Petito          |
| 1987 | Rolf Sørensen        | Giuseppe Calcaterra    | Tony Rominger            |
| 1988 | Erich Maechler       | Tony Rominger          | Rolf Sørensen            |
| 1989 | Tony Rominger        | Rolf Gölz              | Charly Mottet            |
| 1990 | Tony Rominger        | Zenon Jaskuła          | Gilles Delion            |
| 1991 | Herminio Díaz Zabala | Federico Ghiotto       | Raúl Alcalá              |
| 1992 | Rolf Sørensen        | Raúl Alcalá            | Fabian Jeker             |
| 1993 | Maurizio Fondriest   | Andrei Tchmil          | Stefano Della Santa      |
| 1994 | Giorgio Furlan       | Jevgenij Bersin        | Stefano Colagè           |
| 1995 | Stefano Colagè       | Maurizio Fondriest     | Dmitri Konyschew         |
| 1996 | Francesco Casagrande | Oleksandr Honchenkov   | Gianluca Pianegonda      |
| 1997 | Roberto Petito       | Gianluca Pianegonda    | Beat Zberg               |
| 1998 | Rolf Järmann         | Franco Ballerini       | Jens Heppner             |
| 1999 | Michele Bartoli      | Davide Rebellin        | Stefano Garzelli         |
| 2000 | Abraham Olano        | Jan Hruška             | Juan Carlos Domínguez    |
| 2001 | Davide Rebellin      | Gabriele Colombo       | Michael Boogerd          |
| 2002 | Erik Dekker          | Danilo Di Luca         | Óscar Freire             |
| 2003 | Filippo Pozzato      | Danilo Di Luca         | Ruggero Marzoli          |
| 2004 | Paolo Bettini        | Óscar Freire           | Erik Zabel               |
| 2005 | Óscar Freire         | Alessandro Petacchi    | Danilo Hondo             |
| 2006 | Thomas Dekker        | Jörg Jaksche           | Alessandro Ballan        |
| 2007 | Andreas Klöden       | Kim Kirchen            | Alekszandr Vinokurov     |
| 2008 | Fabian Cancellara    | Enrico Gasparotto      | Thomas Lövkvist          |
| 2009 | Michele Scarponi     | Stefano Garzelli       | Andreas Klöden           |
| 2010 | Stefano Garzelli     | Michele Scarponi       | Cadel Evans              |
| 2011 | Cadel Evans          | Robert Gesink          | Michele Scarponi         |
| 2012 | Vincenzo Nibali      | Chris Horner           | Roman Kreuziger          |
| 2013 | Vincenzo Nibali      | Chris Froome           | Alberto Contador         |
| 2014 | Alberto Contador     | Nairo Quintana         | Roman Kreuziger          |
| 2015 | Nairo Quintana       | Bauke Mollema          | Rigoberto Urán           |
| 2016 | Greg Van Avermaet    | Peter Sagan            | Bob Jungels              |
| 2017 | Nairo Quintana       | Rohan Dennis           | Thibaut Pinot            |
| 2018 | Michał Kwiatkowski   | Damiano Caruso         | Geraint Thomas           |
| 2019 | Primož Roglič        | Adam Yates             | Jakob Fuglsang           |
| 2020 | Simon Yates          | Geraint Thomas         | Rafał Majka              |
| 2021 | Tadej Pogačar        | Wout van Aert          | Mikel Landa              |
| 2022 | Tadej Pogačar        | Jonas Vingegaard       | Mikel Landa              |
| 2023 | Primož Roglič        | João Almeida           | Tao Geoghegan Hart       |
| 2024 | Jonas Vingegaard     | Juan Ayuso             | Jai Hindley              |
| 2025 | Juan Ayuso           | Filippo Ganna          | Antonio Tiberi           |